# Adolfo Calisto
Adolfo Calisto est un footballeur portugais né le 1er janvier 1944 à Barreiro et mort le 29 août 2024 à Lisbonne. Il joue au poste d'attaquant, aussi en défenseur gauche et droit au Benfica Lisbonne. Il se reconvertit en entraîneur.

## Carrière

### Joueur
Adolfo a grandi tout jeune dans un petit quartier de Barreiro au Bairro das Palmeiras. Il est rentré à l'âge de 13 ans, dans les écoles de football du club du FC Barreirense. Il a passé toutes ces années de formation en position d'attaquant.
Il est promu dans l'équipe professionnelle du club du FC Barreirense lors de la saison 1960-61, à l'âge de seize ans. Il dispute une rencontre avec le FC Barreirense. Il y continue une seconde saison dans le club de sa ville, avant de prendre son envol dans un autre club de la région pendant la saison 1962-63.
Cette saison 1962-63, est décisive pour lui avec le Seixal FC. Il a tout juste dix huit ans et dispute la deuxième division de la zone sud avec son club. Arrivée en position d'attaquant comme toute sa formation, son passage à Seixal ne passe pas inaperçu. Il est élu le meilleur buteur de deuxième division de la zone sud.
Après ses grandes performances à Seixal, son retour à Barreiro est décevant. Il inscrit seulement un but en dix-huit rencontres, ce qui valut à son club de se retrouver bon dernier du championnat du Portugal cette saison-là. La saison suivante, il arrive tout de même à faire remonter son club dans l'élite du championnat, car le club de Barreiro se classe premier de deuxième division (de la zone sud). Pour sa dernière saison au club, tout juste promu, il joue vingt-cinq rencontres et inscrit un but.
Le Benfica Lisbonne vient le chercher pendant le mercato d'été de la saison 1966-67. Formé au poste d'attaquant, ses débuts à Benfica sont difficiles. Il n’y joue aucune rencontre pour sa première saison. Il commence à se faire un nom, il est muté au poste de latéral, au poste de défenseur gauche où il gagne la confiance de son club. Il y joue une quinzaine de rencontres, puis quatorze et douze sur ces trois premières saisons en championnat à Lisbonne. Ces belles performances à son poste lui valent d'être appelé en équipe nationale. Le déclic pour Adolfo, c'est sa présence avec l'équipe nationale pour la Coupe de l'Indépendance du Brésil. Son pays fait un bon parcours en arrivant en finale, où il est même considéré par la presse étrangère comme le meilleur défenseur gauche du monde. À son retour, comme héros il y revient pour disputer une vingtaine et trois rencontres avec le Benfica, avant de perdre définitivement sa place pendant la saison 1974-75 ce qui lui a valu de quitter le club de la Luz à la fin de la saison.
Après tant d'années avec le Benfica, il signe pendant la saison 1975-76 en deuxième division, avec le club de l'União Montemor. Cette saison c'est un grand échec pour lui tout comme son club, car il finit bon dernier du championnat de deuxième division de la zone sud. C'est ce qui lui a valu de quitter le club à la fin de la saison.
Tant d'aventures sont passées et il finit sa dernière saison de footballeur du côté du Portimonense SC. Il y dispute vingt-et-une rencontres pour sa dernière saison, où il est pratiquement titulaire. Il finit sa carrière en grand, en première division après tant d'exploits qu'il aura parcouru dans sa carrière notamment au Benfica Lisbonne.

### Statistiques en joueur
| Saison                | Club                  | Championnat           | Championnat | Championnat | Coupe(s) nationale(s) | Coupe(s) nationale(s) | Compétition(s) continentale(s) | Compétition(s) continentale(s) | Compétition(s) continentale(s) | Sélection | Sélection | Sélection | Total | Total |
| Saison                | Club                  | Division              | M.          | B.          | M.                    | B.                    | Comp.                          | M.                             | B.                             | Équipe    | M.        | B.        | M.    | B.    |
| 1960-1961             | FC Barreirense        | 1                     | 1           | 0           | -                     | -                     | -                              | -                              | -                              | -         | -         | -         | 1     | 0     |
| 1961-1962             | FC Barreirense        | 2                     | -           | -           | -                     | -                     | -                              | -                              | -                              | -         | -         | -         | 0     | 0     |
| Sous-total            | Sous-total            | Sous-total            | -           | -           | -                     | -                     | -                              | -                              | -                              | -         | -         | -         | 0     | 0     |
| 1962-1963             | Seixal FC             | 2                     | -           | -           | -                     | -                     | -                              | -                              | -                              | -         | -         | -         | 0     | 0     |
| Sous-total            | Sous-total            | Sous-total            | -           | -           | -                     | -                     | -                              | -                              | -                              | -         | -         | -         | 0     | 0     |
| 1963-1964             | FC Barreirense        | 1                     | 18          | 1           | -                     | -                     | -                              | -                              | -                              | -         | -         | -         | 18    | 1     |
| 1964-1965             | FC Barreirense        | 2                     | -           | -           | -                     | -                     | -                              | -                              | -                              | -         | -         | -         | 0     | 0     |
| 1965-1966             | FC Barreirense        | 1                     | 25          | 1           | -                     | -                     | -                              | -                              | -                              | -         | -         | -         | 25    | 1     |
| Sous-total            | Sous-total            | Sous-total            | -           | -           | -                     | -                     | -                              | -                              | -                              | -         | -         | -         | 0     | 0     |
| 1966-1967             | Benfica Lisbonne      | 1                     | 0           | 0           | -                     | -                     | C3                             | -                              | -                              | -         | -         | -         | 0     | 0     |
| 1967-1968             | Benfica Lisbonne      | 1                     | 15          | 0           | -                     | -                     | C1                             | -                              | -                              | -         | -         | -         | 15    | 0     |
| 1968-1969             | Benfica Lisbonne      | 1                     | 12          | 0           | -                     | -                     | C1                             | -                              | -                              | -         | -         | -         | 12    | 0     |
| 1969-1970             | Benfica Lisbonne      | 1                     | 14          | 0           | -                     | -                     | C1                             | -                              | -                              | -         | -         | -         | 14    | 0     |
| 1970-1971             | Benfica Lisbonne      | 1                     | 19          | 0           | -                     | -                     | C2                             | -                              | -                              | -         | -         | -         | 19    | 0     |
| 1971-1972             | Benfica Lisbonne      | 1                     | 22          | 1           | -                     | -                     | C1                             | -                              | -                              | Portugal  | 3         | 0         | 25    | 1     |
| 1972-1973             | Benfica Lisbonne      | 1                     | 29          | 2           | -                     | -                     | C1                             | -                              | -                              | Portugal  | 8         | 1         | 37    | 3     |
| 1973-1974             | Benfica Lisbonne      | 1                     | 22          | 0           | -                     | -                     | C1                             | -                              | -                              | Portugal  | 4         | 0         | 26    | 0     |
| 1974-1975             | Benfica Lisbonne      | 1                     | 10          | 0           | -                     | -                     | C2                             | -                              | -                              | -         | -         | -         | 10    | 0     |
| Sous-total            | Sous-total            | Sous-total            | 143         | 3           | -                     | -                     | -                              | -                              | -                              | -         | 15        | 1         | 158   | 4     |
| 1975-1976             | União Montemor        | 2                     | -           | -           | -                     | -                     | -                              | -                              | -                              | -         | -         | -         | 0     | 0     |
| Sous-total            | Sous-total            | Sous-total            | -           | -           | -                     | -                     | -                              | -                              | -                              | -         | -         | -         | 0     | 0     |
| 1976-1977             | Portimonense SC       | 1                     | 21          | 0           | -                     | -                     | -                              | -                              | -                              | -         | -         | -         | 21    | 0     |
| Sous-total            | Sous-total            | Sous-total            | 21          | 0           | -                     | -                     | -                              | -                              | -                              | -         | -         | -         | 21    | 0     |
| Total sur la carrière | Total sur la carrière | Total sur la carrière | 208         | 5           | -                     | -                     | -                              | -                              | -                              | -         | 15        | 1         | 223   | 6     |

### Entraîneur
Adolfo Calisto a été l'entraîneur de deux clubs, au Benfica Castelo Branco et au club du CD Alcaíns. Aujourd'hui à nos jours, il reste toujours très liée au football, et au Benfica. Il s'occupe des sections jeunes du club, et aussi des équipes de formation du Benfica Lisbonne.

## En sélection nationale
Ses belles performances en club au poste de latéral gauche au Benfica, lui a valu d'être appelée en équipe nationale. Sa première sélection il la fête pour les Éliminatoires du championnat d'Europe de 1972 contre l'Écosse en jouant toute la rencontre.
Par la suite il accumule les sélections, et il part avec son équipe représenter le Portugal pour la Coupe de l'Indépendance du Brésil. Son équipe fait un énorme parcours en éliminant l'URSS ou encore l'Argentine, et même l'Uruguay. Il est décisif sur son poste de défenseur gauche ce qui lui a valu par la presse étrangère à cette époque d'être considéré comme le meilleur latéral gauche du monde. Il marque aussi sa présence là-bas en inscrivant son premier but et l'unique en sélection contre l'Argentine où il ouvre le score (1-0).
À son retour du Brésil, il jouera encore très peu de matchs avant de perdre sa place dans l'équipe, écarté par le nouveau sélectionneur José Maria Pedroto. Sur la suite il joue quelques rencontres de tours préliminaires pour la Coupe du monde 1974. Avant de raccrocher les crampons avec l'équipe nationale, le 14 novembre 1973 contre l'Irlande du Nord.

## Sélections
| Sélections | Date             | Stade                               | Adversaire      | Résultat | Minutes | Compétition                                              | Buts |
| ---------- | ---------------- | ----------------------------------- | --------------- | -------- | ------- | -------------------------------------------------------- | ---- |
| 1          | 21 avril 1971    | Estádio da Luz, Lisbonne            | Écosse          | 2 – 0    | 90e     | Éliminatoires du championnat d'Europe de 1972            | –    |
| 2          | 12 mai 1971      | Estádio das Antas, Porto            | Danemark        | 5 – 0    | 90e     | Éliminatoires du championnat d'Europe de 1972            | –    |
| 3          | 13 octobre 1971  | Hampden Park, Glasgow               | Écosse          | 2 – 1    | 90e     | Éliminatoires du championnat d'Europe de 1972            | –    |
| 4          | 11 juin 1972     | Machadão, Natal                     | Équateur        | 0 – 3    | 90e     | Coupe de l'Indépendance du Brésil                        | –    |
| 5          | 14 juin 1972     | Estádio do Arruda, Recife           | Iran            | 0 – 3    | 90e     | Coupe de l'Indépendance du Brésil                        | –    |
| 6          | 18 juin 1972     | Estádio do Arruda, Recife           | Chili           | 1 – 4    | 60e     | Coupe de l'Indépendance du Brésil                        | –    |
| 7          | 25 juin 1972     | Estádio do Arruda, Recife           | Irlande         | 2 – 1    | 90e     | Coupe de l'Indépendance du Brésil                        | –    |
| 8          | 29 juin 1972     | Maracanã, Rio de Janeiro            | Argentine       | 1 – 3    | 38e 90e | Coupe de l'Indépendance du Brésil                        | 1    |
| 9          | 2 juillet 1972   | Maracanã, Rio de Janeiro            | Uruguay         | 1 – 1    | 90e     | Coupe de l'Indépendance du Brésil                        | –    |
| 10         | 6 juillet 1972   | Mineirão, Belo Horizonte            | URSS            | 1 – 0    | 90e     | Coupe de l'Indépendance du Brésil                        | –    |
| 11         | 9 juillet 1972   | Maracanã, Rio de Janeiro            | Brésil          | 1 – 0    | 90e     | Coupe de l'Indépendance du Brésil                        | –    |
| 12         | 3 mars 1973      | Parc des Princes, Paris             | France          | 1 – 2    | 90e     | Match amical                                             | –    |
| 13         | 28 mars 1973     | Highfield Road, Coventry            | Irlande du Nord | 1 – 1    | 90e     | Tours préliminaires à la Coupe du monde de football 1974 | –    |
| 14         | 2 mai 1973       | Stade national Vassil Levski, Sofia | Bulgarie        | 2 – 1    | 90e     | Tours préliminaires à la Coupe du monde de football 1974 | –    |
| 15         | 14 novembre 1973 | Estádio José Alvalade, Lisbonne     | Irlande du Nord | 1 – 1    | 90e     | Tours préliminaires à la Coupe du monde de football 1974 | –    |

## Palmarès

### Barreirense
- Vainqueur de II Divisão - Zona Sul : 2 fois — 1961-62, 1964-65

### Seixal
- Vainqueur de II Divisão - Zona Sul : 1 fois — 1962-63
- Meilleur buteur de II Divisão - Zona Sul : 1 fois — 1962-63 (? buts)

### Benfica
- Vainqueur du Championnat du Portugal : 6 fois — 1967-68, 1968-69, 1970-71, 1971-72, 1972-73, 1974-75
- Vainqueur de la Coupe du Portugal : 3 fois — 1968-69, 1969-70, 1971-72
- Finaliste de la Coupe des clubs champions européens : 1 fois — 1967-68
- Vice-champion du Championnat du Portugal : 2 fois — 1969-70, 1973-74
- Finaliste de la Coupe du Portugal : 3 fois — 1970-71, 1973-74, 1974-75
- Finaliste du Trophée Ramón de Carranza : 1 fois — 1972

### Portugal
- Finaliste de la Coupe de l'Indépendance du Brésil : 1 fois — 1972